# 木村真一郎
木村真一郎（日语：／ Kimura Shinichirō，10月4日—），日本男性動畫導演、動畫演出家。其他名義包括、常磐鐘鳴、村木一真。暱稱。出身於廣島縣。

## 經歷
木村真一郎在小的時候，因為父親是一名油輪船員，經常長時間不在家，所以他常和母親一起看時代劇、電視劇。對於動畫，他表示《虎面人》給自己留下了深刻的印象，他也很喜歡看原作漫畫和動畫雜誌。
為了獲得教師資格，他進入大阪藝術大學藝術學院美術系油畫課程。在校期間，他加入了CAS漫畫動畫研究會，與漫畫家田中政志和動畫導演加戶譽夫是同學。
大學畢業後，他加入JUNGLE GYM擔任動畫工作人員，但他的興趣轉向了導演工作，很快他就轉到世界工作室擔任製作進行，在那裡他在師兄小島正幸和櫻井弘明的指導下接受了演出助手的訓練。
約1990年，世界工作室因為破產，作為製作進行他加入了Magic Bus，首次編導OVA《破妖之劍 漆黑的魔性》，並以18禁OVA《淫獸教師》首次擔任導演。
之後，他累積了分鏡和演出家的經驗，並以《BURN-UP EXCESS》成為他的第一部電視系列導演作品。作為導演的代表作品有《袖珍女侍小梅》和《小小雪精靈》，後者為木村帶來了巨大的名氣。

## 風格
作為導演，他很少添加不尋常的演出表現，不會扭曲作品的本質來展現本身的個性，而是專注於將給定的主題組合起來。他喜歡「眼鏡娘（メガネッ娘）」的類型，而這種偏好擴大到他導演了一部名為《G-on少女騎士團》的動畫，該動畫僅以「眼鏡娘」為特色。他渴望參與《湯姆貓與傑利鼠》等喜劇動畫的製作。

## 參加作品

### 執導作品
- 淫獸教師（1994年，18禁）※常磐鐘鳴（Tokiwa Kanenari）名義[3]
- 轉學生（日语：転校生 (アニメ)）（1996年—1997年，15禁）※村木一真（Muraki Kazuma）名義[3]。
- BURN-UP EXCESS（1998年）
- 白色十字架 Verbrehen～Strafe（1999年）
- 袖珍女侍小梅（2000年）[4]
- 小小雪精靈（2001年）
- COSPLAY症候群（2002年）
- G-on少女騎士團（2002年）
- 機甲兵團 J-PHOENIX PF LIPS小隊（日语：機甲兵団 J-PHOENIX）（2002年，PS2、Xbox版《機甲兵團J-PHOENIX》系列同捆DVD）
- 蒲公英之戀（2003年）
- 愛的魔法（2003年）
- 我們的仙境 ～Heartful days（2005年）[5]
- 增血鬼果林（2005年）[6]
- 嬌蠻之吻 Cool×Sweet（2006年）[7]
- Venus Versus Virus（2007年）
- 光速大冒險PIPOPA（2008年—2009年）[8]
- 認真和我談戀愛！（OP動畫）（2009年）
- 魔力充電娘（2009年）
- 一起來睡覺（日语：いっしょにとれーにんぐ#いっしょにすりーぴんぐ）（2010年）
- Junod（日语：ジュノー (アニメ映画)）（2010年）
- 一起做訓練026（日语：いっしょにとれーにんぐ#いっしょにとれーにんぐ026）（2010年）
- 巧克力魔法（日语：ショコラの魔法#OVA）（2011年）[9]
- 霸凌（日语：いじめ (漫画)）（《Ciao》2012年3月號附錄DVD）[10]

### 分鏡、演出
- 銀河英雄傳說 (第2期)（1991年—1992年，分鏡、演出）
- 破妖之劍（日语：破妖の剣）（1992年，演出）
- 元氣爆發伏魔金剛（1992年，分鏡、演出）
- 熱血最強哥修羅（1993年，分鏡、演出）
- 企鵝掌門人（日语：バケツでごはん）（1996年，分鏡）
- 新·天地無用！（1997年，分鏡）
- 學級王山崎（1997年—1998年，分鏡）
- 魔法陣都市（1998年，分鏡）
- 白色十字架（1998年，ED2演出）
- 快傑蒸氣偵探團 TV ANIMATION SERIES（1998年，分鏡、演出）
- Generator Gawl（日语：ジェネレイターガウル）（1998年，演出）
- 超速搖搖（1999年，分鏡）
- 平行世界物語（日语：デュアル!ぱられルンルン物語）（1999年，分鏡）
- 地球防衛企業（1999年—2000年，分鏡、演出）
- 女神候補生（2000年，分鏡、演出）
- 純情房東俏房客（2000年，分鏡）
- 青春草莓蛋（2001年，分鏡）
- 戰鬥陀螺（2001年，分鏡）
- 永恆傳奇 THE ANIMATION（2001年，分鏡）
- 鋼鐵天使零（2001年，演出）
- GUILSTEIN（日语：ギルステイン）（2002年，分鏡）
- 銀河戰警（2002年，分鏡）
- MOUSE（2003年，分鏡）
- 高機動幻想 ～嶄新之行軍歌～（日语：ガンパレード・マーチ 〜新たなる行軍歌〜）（2003年，分鏡）
- 武器種族傳說（2005年，分鏡）
- 初音島 Second Season（2005年，分鏡）
- 吉永家的石像怪（2006年，分鏡）
- 藍蘭島漂流記（2007年，分鏡）
- 王牌投手 振臂高揮（2007年，演出）
- 大江戶火箭（2007年，分鏡）
- 初音島II（2007年，分鏡）
- 死後文（2008年，分鏡）
- 機動戰士鋼彈00（2008年，分鏡）
- kiss×sis（2010年，分鏡）
- 百花繚亂 SAMURAI GIRLS（2010年，分鏡）
- 幻想嘉年華（2011年，分鏡）
- 蝦掰天文社（2012年，分鏡、演出）
- 約會大作戰（2013年，分鏡、演出）
- 槍彈辯駁 希望學園與絕望高中生 The Animation（2013年，分鏡、演出）
- 妖怪手錶（2014年，分鏡）
- 精靈使的劍舞（2014年，分鏡）
- Re:␣ HAMATORA（2014年，分鏡）
- 亂步奇譚 拉普拉斯的遊戲（2015年，分鏡）
- 魔物娘的同居日常（2015年，分鏡）
- 怪物彈珠（2015年，演出統括、分鏡、演出）
- 靈劍山 星塵之宴（2016年，分鏡[11]）
- 槍彈辯駁3 -The End of 希望峰學園- 未來篇（2016年，分鏡）
- 此花綺譚（2017年，分鏡、演出）
- 來玩遊戲吧（2018年，演出[12]）
- Radiant 虛空魔境（2018年—2019年，分鏡、演出）
- GIVEN 被贈與的未來（2019年，分鏡、演出[13]）
- 拳願阿修羅（2019年，演出）
- 逆轉世界的電池少女（2021年，分鏡、演出）※名義。
- 歡迎來到實力至上主義的教室 2nd Season（2022年，分鏡）※名義。
- World Dai Star（2023年，分鏡、演出）※名義。

## 相關項目
- 長井龍雪
- TNK
- J.C.STAFF
- 雲雀工作室
- 日本動畫師列表（日语：アニメ関係者一覧）